# Relative biologische Wirksamkeit

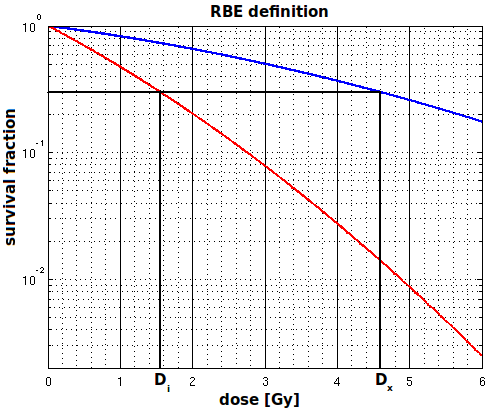
Die relative biologische Wirksamkeit ist definiert durch das Verhältnis der Dosis einer Bezugsstrahlung (Referenzstrahlung) zu der Dosis einer zu vergleichenden Strahlung mit gleicher biologischer Wirkung.

Die relative biologische Wirksamkeit, kurz RBW (englisch relative biological effectiveness, RBE), ist in der Strahlenbiologie ein Unterscheidungsfaktor für Strahlenarten hinsichtlich ihrer biologischen Effekte.
Die gleiche physikalische Strahlendosis kann bei verschiedenen Strahlenarten unterschiedliche biologische Wirksamkeit entfalten. Gründe dafür können die unterschiedliche Beschaffenheit des Gewebes, die unterschiedliche zeitliche Dosisleistung oder die unterschiedliche örtliche Dosisverteilung (Linearer Energietransfer, LET) und Ionisationsdichte der Strahlung sein.

## Definition
Die relative biologische Wirksamkeit ist definiert als das Verhältnis der Energiedosis Dref einer Referenzstrahlung, die einen bestimmten biologischen Effekt hervorruft, zur Dosis DY einer anderen Strahlung, die für das Eintreten der gleichen Wirkung f unter gleichen Bedingungen am gleichen biologischen Objekt notwendig ist:
{\displaystyle RBW_{\mathrm {Y,f} }={\frac {D_{\mathrm {ref} }}{D_{\mathrm {Y} }}}}
Die RBW ist allgemein abhängig von der applizierten Dosis, dem Linearen Energietransfer (LET) und der Art der beobachteten Schädigung.

### Abhängigkeit vom Linearen Energietransfer
Strahlung mit großem LET, also Strahlung schwerer, geladener Teilchen, erzeugt mehr Ionisationen pro Volumen (Ionisationscluster) als Strahlung mit niedrigem LET. Dies führt im menschlichen Körper zu einer erhöhten Wahrscheinlichkeit von Doppelstrangbrüchen der DNA, die nur schwer oder überhaupt nicht durch die zelleigenen Reparaturmechanismen beseitigt werden können.
Die relative biologische Wirksamkeit steigt in Abhängigkeit vom Linearen Energietransfer bei gleicher Dosis zunächst kontinuierlich bis zu einem Maximum bei etwa {\displaystyle 100-200{\frac {keV}{\mu m}}} an, um dann stark abzufallen. Grund hierfür ist, dass Strahlung mit sehr hohem LET mehr Energie in einer Zelle deponiert als zu ihrer biologischen Inaktivierung nötig ist; es kommt zum sogenannten Overkill.

### Abhängigkeit vom beobachteten Effekt
Häufig auftretende direkte Strahlungswirkungen sind lokale Schäden an der DNA.
- Röntgenstrahlung erzeugt etwa 1000 Einzelstrangbrüche (ESB) pro Zelle und Gray, hingegen erzeugt Alphastrahlung 1000 Einzelstrangbrüche pro Zelle bei etwa 4 Gray. Also ist der RBW-Wert der Alphastrahlung für die Erzeugung von Einzelstrangbrüchen

{\displaystyle RBW_{\alpha ,\mathrm {ESB} }=0{,}25\,}.
- Röntgenstrahlung erzeugt etwa 35 Doppelstrangbrüche (DSB) pro Zelle und Gray, Alphastrahlung erzeugt 35 Doppelstrangbrüche pro Zelle bei einer Dosis von etwa 0,56 Gray. Der RBW-Wert der Alphastrahlung für die Erzeugung von Doppelstrangbrüchen ist deshalb

{\displaystyle RBW_{\alpha ,\mathrm {DSB} }=1{,}8\,}.

## Bestimmung und Ergebnisse
Die RBW wird experimentell bestimmt. Dazu werden die Auswirkungen mehrerer Strahlungsarten auf die Überlebensraten verschiedener Organismen wie Bakterien, Eukaryoten oder Ratten verglichen. Als Referenzstrahlung wird meist eine Niedrig-LET-Strahlung wie Röntgenstrahlung einer Röntgenröhre mit 250 kV Anodenspannung oder die Gammastrahlung des 60Co mit Energien von 1,17 MeV und 1,33 MeV verwendet.
Ähnliche Dosen von Photonen- und Betastrahlung führen meist zu ähnlichen Effekten im bestrahlten Organismus, haben daher also eine ähnliche biologische Wirksamkeit, während Bestrahlung mit Neutronen, Ionen oder Alpha-Teilchen deutlich schwerere Schäden verursacht. Je nach Strahlungsenergie ist die biologische Wirksamkeit für diese Teilchen zwischen zwei und zwanzig Mal so hoch wie die von Röntgenstrahlung. Die Untersuchungen für Neutronen belegten der Tatsache Rechnung, dass eine bestimmte Energiedosis dicht ionisierender Strahlung – wie es schnelle Neutronen sind – wirksamer ist als dieselbe Energiedosis durch locker ionisierende Strahlung, wie γ-Strahlung oder Röntgenstrahlung. Die Wirkung der Neutronen ist dabei proportional zur Dosis.

## Zusammenhang zur Äquivalentdosis
Die relativen biologischen Wirksamkeiten für unterschiedliche Gewebe und Organismen sind grundsätzlich nicht vergleichbar, müssen also jeweils separat bestimmt oder abgeschätzt werden. Da diese Vorgehensweise aber meist nicht praktikabel ist und Experimente insbesondere an Menschen ethisch nicht vertretbar wären, werden im Strahlenschutz auf Basis der bekannten Wirksamkeiten Strahlungswichtungsfaktoren wR festgelegt, die einen dosisunabhängigen Vergleich der verschiedenen Strahlungsarten erlauben. Mit der Einführung der Äquivalentdosis {\displaystyle H=\mathrm {w_{R}} \cdot D} können für alle Strahlenarten einheitliche Grenzwerte unter Berücksichtigung der Wirksamkeit festgelegt werden.
Die Strahlungswichtungsfaktoren stellen keine physikalischen Messgrößen dar, sondern sind lediglich Normen für eine vereinfachte Handhabung im Strahlenschutz. In Deutschland werden sie in der Strahlenschutzverordnung normativ festgelegt.